# Argentré (Mayenne)
Argentré és un municipi francès situat al departament de Mayenne i a la regió de País del Loira. L'any 2007 tenia 2.511 habitants.

## Demografia

### Població
El 2007 la població de fet d'Argentré era de 2.511 persones. Hi havia 921 famílies de les quals 167 eren unipersonals (66 homes vivint sols i 101 dones vivint soles), 335 parelles sense fills, 382 parelles amb fills i 37 famílies monoparentals amb fills.
La població ha evolucionat segons el següent gràfic:
Habitants censats

### Habitatges
El 2007 hi havia 985 habitatges, 942 eren l'habitatge principal de la família, 13 eren segones residències i 30 estaven desocupats. 943 eren cases i 38 eren apartaments. Dels 942 habitatges principals, 717 estaven ocupats pels seus propietaris, 203 estaven llogats i ocupats pels llogaters i 22 estaven cedits a títol gratuït; 3 tenien una cambra, 39 en tenien dues, 112 en tenien tres, 266 en tenien quatre i 522 en tenien cinc o més. 753 habitatges disposaven pel capbaix d'una plaça de pàrquing. A 326 habitatges hi havia un automòbil i a 552 n'hi havia dos o més.

### Piràmide de població
La piràmide de població per edats i sexe el 2009 era:
| Homes | Edats   | Dones |
| ----- | ------- | ----- |
| 0     | 95 o +  | 4     |
| 8     | 90 a 94 | 0     |
| 4     | 85 a 89 | 8     |
| 8     | 80 a 84 | 8     |
| 36    | 75 a 79 | 24    |
| 28    | 70 a 74 | 20    |
| 40    | 65 a 69 | 36    |
| 32    | 60 a 64 | 32    |
| 36    | 55 a 59 | 44    |
| 88    | 50 a 54 | 64    |
| 104   | 45 a 49 | 112   |
| 88    | 40 a 44 | 112   |
| 112   | 35 a 39 | 80    |
| 84    | 30 a 34 | 88    |
| 84    | 25 a 29 | 84    |
| 56    | 20 a 24 | 52    |
| 100   | 15 a 19 | 112   |
| 96    | 10 a 14 | 92    |
| 108   | 5 a 9   | 88    |
| 80    | 0 a 4   | 48    |

## Economia
El 2007 la població en edat de treballar era de 1.639 persones, 1.316 eren actives i 323 eren inactives. De les 1.316 persones actives 1.240 estaven ocupades (660 homes i 580 dones) i 76 estaven aturades (37 homes i 39 dones). De les 323 persones inactives 114 estaven jubilades, 121 estaven estudiant i 88 estaven classificades com a «altres inactius».

### Ingressos
El 2009 a Argentré hi havia 995 unitats fiscals que integraven 2.770,5 persones, la mediana anual d'ingressos fiscals per persona era de 18.268 €.

### Activitats econòmiques
Dels 74 establiments que hi havia el 2007, 1 era d'una empresa extractiva, 2 d'empreses alimentàries, 2 d'empreses de fabricació de material elèctric, 4 d'empreses de fabricació d'altres productes industrials, 14 d'empreses de construcció, 9 d'empreses de comerç i reparació d'automòbils, 5 d'empreses de transport, 4 d'empreses d'hostatgeria i restauració, 3 d'empreses d'informació i comunicació, 2 d'empreses financeres, 5 d'empreses immobiliàries, 11 d'empreses de serveis, 6 d'entitats de l'administració pública i 6 d'empreses classificades com a «altres activitats de serveis».
Dels 23 establiments de servei als particulars que hi havia el 2009, 1 era una gendarmeria, 1 oficina de correu, 2 oficines bancàries, 1 taller de reparació d'automòbils i de material agrícola, 2 paletes, 4 guixaires pintors, 4 fusteries, 2 lampisteries, 2 perruqueries, 1 veterinari, 1 restaurant i 2 agències immobiliàries.
Dels 5 establiments comercials que hi havia el 2009, 1 era un supermercat, 2 fleques, 1 una carnisseria i 1 una botiga de congelats.
L'any 2000 a Argentré hi havia 73 explotacions agrícoles que ocupaven un total de 2.378 hectàrees.

## Equipaments sanitaris i escolars
L'únic equipament sanitari que hi havia el 2009 era una farmàcia.
El 2009 hi havia 1 escola maternal i 2 escoles elementals.

## Poblacions més properes
El següent diagrama mostra les poblacions més properes.